# Trofeo Ciutat de Palma de waterpolo
El Trofeo Ciutat de Palma de waterpolo es una competición de waterpolo popular celebrada en la localidad de Palma de Mallorca desde el año 2009.
La organización corre a cargo del Mallorca Waterpolo Club conjuntamente con el Instituto Municipal del Deporte que depende del Ayuntamiento de Palma de Mallorca y la colaboración de algunas empresas. Se celebra el último fin de semana de junio en las instalaciones municipales de "Son Hugo".
La competición se desarrolla en formato de liga a una sola vuelta con lo que se asegura jugar todos contra todos en formato de dos partes de ocho minutos, al vencedor se le otorgan 3 ptos. y en caso de empate se lanzan penaltis otorgando dos puntos al equipo vencedor de la tanda y un punto al equipo perdedor.

## Historia
I Trofeu "CIUTAT DE PALMA" 2009

Se celebró los días 26 y 27 de junio de 2009 y contó con la participación de seis equipos: tres equipos de Mallorca y tres equipos del Reino Unido. En esta primera participó el exportero de la selección inglesa Andy Knight así como la del ex-internacional cubano Amilkar Delgado.
- Mallorca Waterpolo Club
- C.N. Ciutat
- C.W. Campus Esport
- City of Cambridge WPC
- Cambridge University WPC
- Ipswich WPC

II Trofeu "CIUTAT DE PALMA" 2010

Se celebró los días 25, 26 y 27 de junio de 2010 y contó con la participación de ocho equipos: tres equipos de Mallorca, un equipo inglés, dos equipos catalanes, uno de Madrid y otro de Albacete. Esta edición contó con la presencia del portero Ramón Lluis Sentis (CN Sant Andreu)integrante de la Selección nacional así como el jugador de División de Honor Eridu Alcala (R.Canoe). Nuevamente repitieron participación los ex-internacionales Andy Knight y Amilkar Delgado.
Esta edición contó como madrina del evento con la presencia de la mejor jugadora del mundo, la internacional por la Selección nacional Blanca Gil.
- Mallorca Waterpolo Club
- C.N. Sant Andreu
- Waterpolo Estiu Gironí
- Club Polideportivo Albacete
- C.N. Ciutat
- C.W. Camput Esport
- City of Cambridge WPC
- C.N. Pozuelo de Alarcón

III Trofeu "CIUTAT DE PALMA" 2011

Se celebró los días 24, 25 y 26 de junio de 2011 y contó en esta ocasión con la participación de cinco equipos: tres equipos de Mallorca, un equipo Catalán y un equipo Valenciano.
Con la intención de jugar el mayor número de partidos posibles, la organización tomo la determinación de modificar para esta edición la estructura del torneo, pasando a jugarse una liguilla previa clasificatoria para semifinales y final.
Esta edición siguió contando con la presencia de figuras relevantes como fue la presencia de los jugadores de División de Honor: Ramón Díaz (CN Barcelona) quien además ejerció de embajador de trofeo tomando el relevo de Blanca Gil en la edición anterior. Otros jugadores fueron Albert Fandos (CN Catalunya), Eric Brugué (CN Sant Andreu), Alex Ortega (CN Sant Andreu). Repitió experiencia el ex-internacional por Cuba Amilkar Delgado junto al también ex-internacional por Cuba Gerardo Rodríguez.
- Mallorca Waterpolo Club
- C.N. Sant Andreu
- C.N. Ciutat de Palma
- C.W. Camput Esport
- C.W. Morvedre

## Palmarés
| Año  | Primero                  | Segundo                | Tercero               |
| ---- | ------------------------ | ---------------------- | --------------------- |
| 2015 | C.E.Picornell            | C.N.Ciutat             | Mallorca WPC          |
| 2014 | C.N.Ciutat               | Mallorca WPC           | C.N. Banyoles         |
| 2013 | Mallorca WPC             | C.N. Ciutat            | C.W. Godella          |
| 2012 | Mallorca WPC             | C.N. Ciutat            | Mallorca WPC -B-      |
| 2011 | Club Natació Sant Andreu | C.W. Campus Esport     | Mallorca WPC          |
| 2010 | Club Natació Sant Andreu | Waterpolo Estiu Gironí | C.N.Ciutat            |
| 2009 | C.N.Ciutat               | C.W. Campus Esport     | City of Cambridge W.C |

## Ganadores Individuales
| Año  | Máximo Goleador               | Mejor Portero    | Mejor Jugador (MVP) |
| ---- | ----------------------------- | ---------------- | ------------------- |
| 2015 | José Vicente Marqués          | David Hurtado    | Albert Valverde     |
| 2014 | Javier Madrazo/Antonio Gracio | Sergio Parrilla  | Antonio Gracio      |
| 2013 | Ramón Díaz                    | Xavier Ferriol   | Daniel Mut          |
| 2012 | Ramón Díaz                    | Arturo Albalá    | Daniel Mut          |
| 2011 | Amilkar Delgado               | Albert Fandos    | Ramón Díaz          |
| 2010 | Amilkar Delgado/Eridu Alcalá  | Ramón Ll. Sentís | Oscar Torralba      |
| 2009 | Amilkar Delgado               | Andy Knight      | Nemesio Segovia     |